# Джузеппе Джибіліско
Джузеппе Джибіліско (італ. Giuseppe Gibilisco; нар. 5 січня 1979) — італійський легкоатлет, який спеціалізувався на стрибках з жердиною.
По завершенні легкоатлетичної кар'єри виступав у бобслеї.

## Спортивні досягнення
Бронзовий олімпійський призер зі стрибків з жердиною (2004). Фіналіст (10-е місце) олімпійських змагань зі стрибків з жердиною (2000). Учасник олімпійських змагань зі стрибків з жердиною на Іграх в Пекіні (2008), де потрапив до фінальних змагань, проте не зміг подолати початкової висоти.
Чемпіон світу зі стрибків з жердиною (2003). Фіналіст двох інших чемпіонатів світу зі стрибків з жердиною — 5-е місце 2005 та 7-е місце у 2009.
Фіналіст двох чемпіонатів світу в приміщенні зі стрибків з жердиною — 6-е місце у 2004 та 8-е місце у 2003.
Бронзовий призер чемпіонату світу серед юніорів зі стрибків з жердиною (1998).
Фіналіст двох чемпіонатів Європи зі стрибків з жердиною — 4-е місце у 2010 та 7-е місце у 2006.
Бронзовий призер чемпіонату Європи серед молоді зі стрибків з жердиною (2001).
Переможець змагань зі стрибків з жердиною на Кубку Європи (2005). Також на Кубках (командних чемпіонатах) Європи чотири рази фінішував 2-м (2002, 2003, 2006, 2013) та одного разу — 3-м (2010).
Чемпіон Італії в приміщенні зі стрибків з жердиною (2001, 2002, 2004).

## Визнання
- Кавалер ордена «За заслуги перед Італійською Республікою» (2001)